# Бирзава (Харгіта)
Бирзава (рум. Bârzava) — село у повіті Харгіта в Румунії. Входить до складу комуни Фрумоаса.
Село розташоване на відстані 222 км на північ від Бухареста, 7 км на північ від М'єркуря-Чука, 87 км на північ від Брашова.

## Населення
За даними перепису населення 2002 року у селі проживали 853 особи.
Національний склад населення села:
| Національність | Кількість осіб | Відсоток |
| -------------- | -------------- | -------- |
| угорці         | 841            | 98,6%    |
| румуни         | 12             | 1,4%     |

Рідною мовою назвали:
| Мова      | Кількість осіб | Відсоток |
| --------- | -------------- | -------- |
| угорська  | 841            | 98,6%    |
| румунська | 12             | 1,4%     |